# Дунечка
«Дунечка» (рос. «Дунечка») — російсько-білоруський художній фільм 2005 року режисера Олександра Єфремова.

## Сюжет
Дунечка закохалася в 17-річного Колю, а Колі подобалася молода і красива актриса...

## У ролях
- Марія Возба
- Зінаїда Шарко
- Михайло Єфремов
- Володимир Жеребцов
- Ігор Бочкін
- Валерія Арланова
- Олександр Ткачонок
- Геннадій Овсянников
- Геннадій Давидько
- Анатолій Кот
- Олена Стеценко
- Анна Казючиц
- Віктор Рибчинський
- Олексій Шедько
- Олена Борушко
- Гнат Сідорчік

## Творча група
- Сценарій:
- Режисер: Олександр Єфремов
- Оператор: Олександр Руд
- Композитор: Андрій Головін